# Monumento e riserva nazionale Craters of the Moon
Il Monumento e riserva nazionale Craters of the Moon è un monumento naturale ed è un monumento nazionale degli Stati Uniti d'America ed una riserva nazionale nella pianura del fiume Snake nell'Idaho centrale. Esso si trova lungo la U.S. Route 20 (il cui percorso, per alcuni tratti, si sovrappone con la U.S. Route 93 e la U.S. Route 26), tra le piccole città di Arco e Carey, ad un'altezza media di 1800 m (5900 ft) s.l.m.. L'area protetta ha caratteristiche di tipo vulcanico e rappresenta una delle aree basaltiche meglio conservate negli Stati Uniti continentali.
L'area protetta venne dichiarata Monumento il 2 maggio 1924. Nel novembre del 2000, un proclama presidenziale del Presidente Clinton ampliò notevolmente l'area del Monumento. Le porzioni gestite dal National Park Service del Monumento ampliato furono dichiarate Riserva Nazionale Craters of the Moon nell'agosto del 2002. Essa si trova divisa in parti nelle contee di Blaine, Butte, Lincoln, Minidoka e Power. L'area è gestita in collaborazione dal National Park Service e dal Bureau of Land Management (BLM).
Il Monumento e Riserva circonda tre campi di roccia lavica principali e circa 1000 km quadrati (400 miglia quadrate) di praterie di steppa con piante del genere Artemisia, coprendo un'area totale di 2893 km quadrati (1117 miglia quadrate). Il Monumento copre da solo 21679 ettari (53571 acri). Tutti e tre i campi di roccia lavica si trovano lungo il Gran Rift dell'Idaho, con alcuni dei migliori esempi di spaccature aperte nel mondo, includendo la più profonda conosciuta sulla Terra con una profondità di 240 m (800 ft). Ci sono esempi eccellenti di quasi ogni varietà di roccia lavica basaltica così come calchi di alberi (cavità lasciate dagli alberi inceneriti dalla lava), tunnel di lava (un tipo di grotta) e molte altre caratteristiche vulcaniche.

## Geografia e caratteristiche geologiche

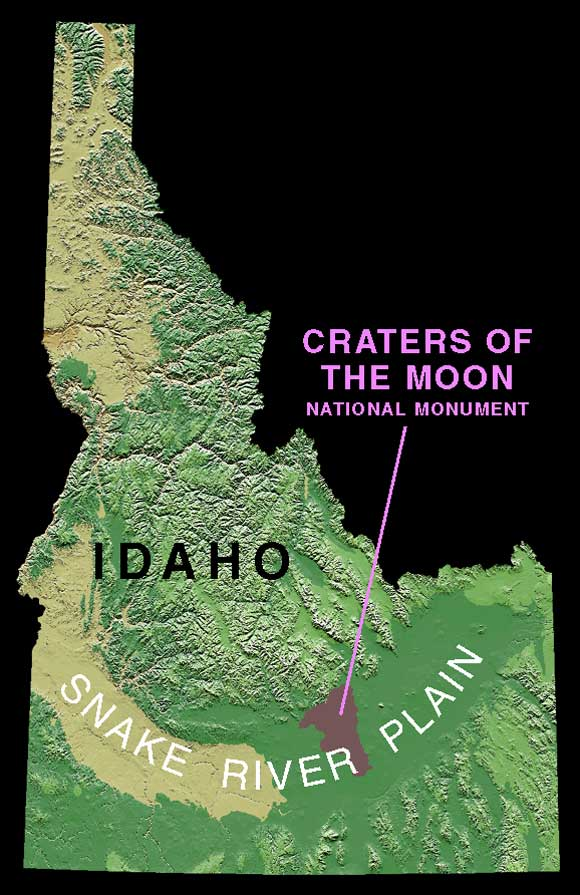
Craters of the Moon in Idaho

Craters of the Moon si trova nella parte centromeridionale dell'Idaho, a metà strada tra Boise e il Parco nazionale di Yellowstone. Il campo di roccia lavica arriva a sud-est dalle Pioneer Mountains. L'autostrada combinata U.S. Route 20-26-93 taglia la parte nord-occidentale del monumento e vi dà accesso. Tuttavia, il paesaggio aspro del monumento stesso rimane remoto e mal collegato, con una sola strada asfaltata attraverso l'estremità settentrionale..
Il campo di roccia lavica del Craters of the Moon si estende su 1601 km² (618 miglia quadrate) ed è il più grande campo di roccia lavica basaltica, per lo più risalente all'Olocene, nella parte contigua degli Stati Uniti. Il Monumento e Riserva contiene più di 25 coni vulcanici, includendo esempi eccezionali di coni vulcanici formati da accumuli di lava (spatter cones). Le 60 distinte colate laviche solidificate che formano il campo di roccia lavica del Craters of the Moon Lava Field hanno un'età compresa tra 15000 e solo 2000 anni. I campi di roccia lavica Kings Bowl e Wapi, entrambi con un'età di circa 2200 anni, sono parte della Riserva Nazionale.
Il campo di roccia lavica del Craters of the Moon è il più grande di diversi grandi letti di lava eruttata in un tratto di 85 km (53 miglia) nella zona vulcanica di Great Rift da Sud-Est verso Nord-Ovest, corrispondente a una faglia nella crosta terrestre. 
Questo campo insieme ai campi di roccia lavica dalle altre faglie, rappresentano i Lava Beds dell'Idaho, che a loro volta si trovano nella zona vulcanica della pianura del fiume Snake. La Great Rift si estende su quasi tutta la pianura del fiume Snake.
L'altitudine presso il centro per i visitatori è di 1800 metri (5900 piedi) sul livello del mare.
La media delle precipitazioni totali nell'area di Craters of the Moon è compresa tra 380 e 510 mm (15 e 20 pollici) all'anno. Gran parte di queste precipitazioni va a finire nelle spaccature del basalto per poi emergere successivamente in sorgenti e infiltrazioni nelle pareti del canyon del fiume Snake. I campi di roccia lavica più antichi in questa piana sono stati invasi da piante resistenti alla siccità, come piante del genere Artemisia, mentre i campi di roccia lavica meno antichi, come Craters of the Moon, hanno solo una copertura di vegetazione stagionale e molto sparsa. Da lontano questa copertura scompare quasi del tutto, dando un'impressione di totale desolazione nera. Ripetute colate di lava negli ultimi 15000 anni hanno sollevato la superficie del suolo abbastanza da esporlo ai venti provenienti prevalentemente del Sud-Ovest, che aiutano a mantenere l'area asciutta. Tutte queste condizioni rendono difficile la vita sul campo di roccia lavica.

## Clima
| Craters of the Moon | Mesi  | Mesi  | Mesi | Mesi | Mesi | Mesi | Mesi | Mesi | Mesi | Mesi | Mesi | Mesi  | Stagioni | Stagioni | Stagioni | Stagioni | Anno  |
| Craters of the Moon | Gen   | Feb   | Mar  | Apr  | Mag  | Giu  | Lug  | Ago  | Set  | Ott  | Nov  | Dic   | Inv      | Pri      | Est      | Aut      | Anno  |
| ------------------- | ----- | ----- | ---- | ---- | ---- | ---- | ---- | ---- | ---- | ---- | ---- | ----- | -------- | -------- | -------- | -------- | ----- |
| T. max. media (°C)  | −1,7  | 0,8   | 5,4  | 11,9 | 18,2 | 23,6 | 29,4 | 28,4 | 22,4 | 14,9 | 4,8  | −1,2  | −0,7     | 11,8     | 27,1     | 14,0     | 13,1  |
| T. min. media (°C)  | −11,8 | −10,1 | −6,2 | −1,9 | 2,8  | 7,1  | 11,4 | 10,3 | 5,3  | −0,2 | −6,2 | −11,3 | −11,1    | −1,8     | 9,6      | −0,4     | −0,9  |
| Precipitazioni (mm) | 53,6  | 38,1  | 32,3 | 27,9 | 40,9 | 33,0 | 16,0 | 19,6 | 20,1 | 25,9 | 32,8 | 50,5  | 142,2    | 101,1    | 68,6     | 78,8     | 390,7 |
| Nevicate (cm)       | 56,6  | 42,4  | 23,6 | 12,2 | 4,6  | 0,0  | 0,0  | 0,0  | 1,0  | 4,6  | 25,9 | 53,6  | 152,6    | 40,4     | 0,0      | 31,5     | 224,5 |

## Storia

### Storia dei Nativi Americani
I paleoindiani visitarono l'area circa 12000 anni fa ma non lasciarono molte evidenze archeologiche. Gli Scioscioni del Nord crearono dei percorsi attraverso il campo di roccia lavica di Craters of the Moon durante la loro migrazione estiva dal fiume Snake al camas prairie, a ovest del campo di roccia lavica.. Venivano utilizzati dei paraventi in pietra presso i tunnel indiani in modo da proteggere gli accampamenti dal vento estivo secco. Non esistono evidenze di abitazioni permanenti di alcun gruppo nativo americano. Gli Scioscioni del Nord, cultura di cacciatori-raccoglitori, cacciavano wapiti, orsi, bisonti americani, leoni di montagna e pecore delle Montagne Rocciose — tutti animali di grandi dimensioni che non sono più presenti nell'area. Le eruzioni vulcaniche più recenti sono terminate circa 2100 anni fa e sono state probabilmente osservate dagli Scioscioni. Infatti, una leggenda Scioscioni racconta di un serpente su una montagna che, colpito da un fulmine, si arrotolò attorno alla montagna e la strinse fino a far scorrere roccia liquida, a far uscire fuoco dalle crepe e a far esplodere la montagna.

### Il taglio di Goodale

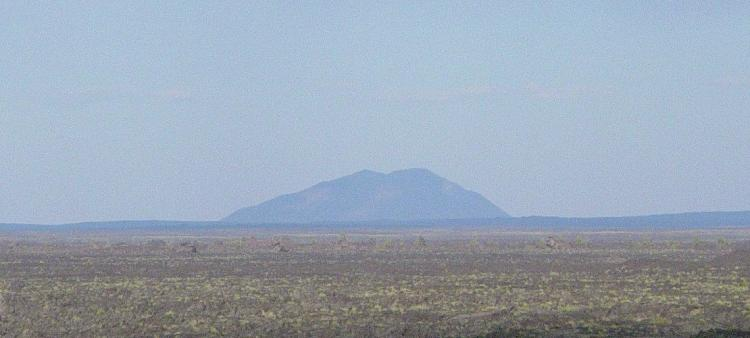
Il Big Southern Butte era usato come punto di riferimento dai pionieri.

I pionieri che viaggiavano con le carovane sulla pista dell'Oregon negli anni 1850 e negli anni 1860 seguivano un percorso alternativo rispetto ai vecchi sentieri indiani, presenti nella stessa area, che costeggiavano i flussi di lava. Successivamente, questo percorso alternativo venne battezzato taglio di Goodale, in inglese Goodale's Cutoff, e una parte di esso è nella parte settentrionale del monumento. Il percorso fu creato per ridurre la possibilità di un'imboscata dei guerrieri Scioscioni lungo il fiume Snake come quello che avvenne presso le Massacre Rocks, che oggi viene commemorato nel Massacre Rocks State Park in Idaho.
Dopo la scoperta dell'oro nell'area del fiume Salmon in Idaho, un gruppo di immigrati convinse un cacciatore e commerciante nato in Illinois, di nome Timothy (Tim) Goodale, a guidarli attraverso questo percorso alternativo. Una lunga carovana partì nel luglio 1862 e incontrò altri carri presso il campo di roccia lavica di Craters of the Moon.. Contando 795 uomini e 300 donne e bambini, il gruppo insolitamente grande rimase relativamente indisturbato durante il suo viaggio e intitolò questo percorso alla guida Tim Goodale. I miglioramenti al percorso, come l'aggiunta di un traghetto per attraversare il fiume Snake, lo hanno trasformato in un percorso popolare alternativo alla pista dell'Oregon.

### Esplorazione e primi studi
Nel 1879, due allevatori di bestiame di Arco chiamati Arthur Ferris e J.W. Powell divennero le prime persone conosciute ad esplorare il campo di roccia lavica. Essi stavano studiando il suo possibile uso per il pascolo del bestiame e l'irrigazione, ma trovarono l'area inadatta e l'abbandonarono.
Il capitano dell'Esercito degli Stati Uniti d'America ed esploratore dell'Ovest B.L.E. Bonneville visitò i campi di roccia lavica ed altri luoghi dell'Ovest nel XIX secolo e scrisse delle sue esperienze nei suoi diari. Washington Irving, successivamente, utilizzò i diari di Bonneville per scrivere le Adventures of Captain Bonneville (Avventure di Capitan Bonneville), affermando che questo campo di roccia lavica senza nome è un luogo "dove l'occhio non incontra nulla, ma solo un vuoto desolato e terribile, dove non cresce erba né scorre acqua e dove non si vede nulla, ma solo roccia lavica."
Nel 1901 e nel 1903, Israel Russell fu il primo geologo a studiare quest'area mentre la esaminava per lo United States Geological Survey (USGS). Nel 1910, Samuel Paisley continuò il lavoro di Russell's e, successivamente, divenne il primo custode del monumento. Altri seguirono e nel tempo gran parte dei misteri che circondava questo e altri campi lavici dell'Idaho vennero svelati.
I pochi uomini bianchi che visirono l'area nel XIX secolo hanno creato leggende locali che affermavano che essa sembrava la superficie della Luna. Il geologo Harold T. Stearns coniò il nome "Craters of the Moon" (Crateri della Luna) nel 1923 tentando di convincere il National Park Service a stabilire la protezione dell'area dichiarandola monumento nazionale.

### La spedizione Limbert
Negli anni 1920, dopo aver sentito storie di cacciatori di pelli su "strane cose che essi avevano visto mentre si inoltravano nella regione", Robert Limbert, un tassidermista saltuario, conciatore e pellicciaio di Boise, esplorò l'area e la descrisse come "practicalmente sconosciuta e inesplorata".
Limbert scrisse:

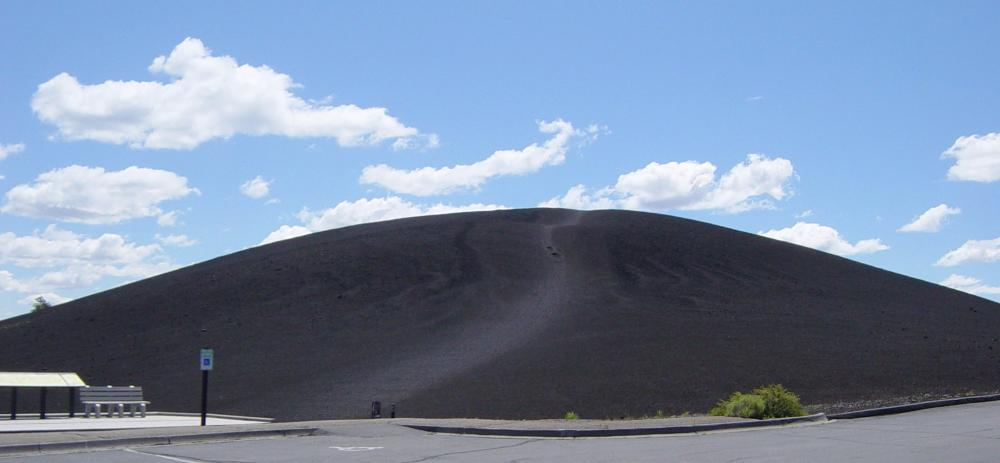
Il terreno nero su Inferno Cone mostra le proprietà di cui scrisse Limbert.

Ho fatto due viaggi nell'estremità settentrionale, coprendo praticamente la stessa regione, coprendo praticamente la stessa regione di quella attraversata da un gruppo del Geological Survey nel 1901. La prima cosa che ho fatto è stato un viaggio con camminate e soste per accamparci con Ad Santel (il lottatore), Dr. Dresser e Albert Jones; la seconda volta è stata con Wes Watson ed Era Martin (allevatori che vivono a circa quattro miglia [6 km] dal limite settentrionale). Le caratteristiche peculiari osservate in questi viaggi mi hanno portato a intraprendere un terzo viaggio in tutta la regione nella speranza di poter incontrare fenomeni ancora più interessanti.
Limbert partì per la sua terza e più ambiziosa incursione nella zona nel maggio 1920, questa volta con Walter Cole e un Airedale Terrier per accompagnarlo. A cominciare da Minidoka, Idaho, essi esplorarono ciò che oggi è l'area del monumento da Sud a Nord passando per Two Point Butte, Echo Crater, Big Craters, North Crater Flow, e, al di fuori del campo di roccia lavica, attraverso il Parco di Yellowstone e la Lincoln Highway (ora nota come la Old Arco-Carey Road). Limbert scrisse che portare con sé il cane fu un errore, "perché dopo tre giorni di viaggio i suoi piedi erano logori e sanguinanti".
Una serie di articoli su giornali e riviste scritti da Limbert vennero successivamente pubblicati su questo e i precedenti viaggi, che aumentarono la consapevolezza del pubblico sull'area. Il più famoso di questi fu un articolo che apparve nel 1924 sulla rivista National Geographic in cui egli chiamò l'area "Craters of the Moon," aiutando a consolidare l'uso di questo nome. Nell'articolo affermò quanto segue sul blu cobalto dei Blue Dragon Flows:
È il gioco di luci al tramonto attraverso questa roccia lavica ad incantare lo spettatore. Diventa un mare contorto e ondulato. Al chiaro di Luna la sua superficie vetrata ha una lucentezza argentea. Anche se si resta fermi a guardare, essa varia ugualmente a causa delle mutevoli condizioni di luce e di aria. È un luogo di colori e silenzio ...

### Protezione e storia successiva

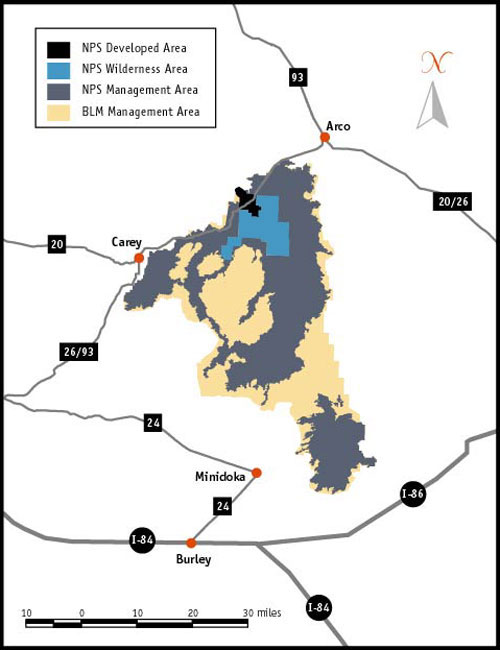
Sezioni di gestione. Insieme, NPS Developed Area e NPS Wilderness Area costituivano l'estensione del Monumento dal 1970 al 2000.

In gran parte grazie al lavoro di due Limbert, il Monumento Nazionale Craters of the Moon venne proclamato il 2 maggio 1924 dal Presidente degli Stati Uniti Calvin Coolidge allo scopo di "preservare le insolite e strane formazioni vulcaniche". Il Craters Inn e diverse baite furono costruite nel 1927 per la comodità dei visitatori. Il Programma Mission 66 Program iniziò la costruzione del sistema stradale odierno, il visitor center, negozi, campeggi e bagni pubblici in 1956 e nel 1959 venne fondata la Craters of the Moon Natural History Association per contribuire al monumento con attività educative. Nel 1962 l'aggiunta di un'isola di vegetazione completamente circondata da roccia lavica nota come Carey Kipuka (immagine aerea) incrementò la superficie del monumento di 22 km² (5360 acri).
Da allora il monumento è stato ingrandito. Il 23 ottobre 1970 il Congresso degli Stati Uniti dichiarò una gran parte di esso, 175 km² (43243 acri) come Craters of the Moon National Wilderness, ponendo questa parte sotto la protezione del National Wilderness Preservation System.
Dal 1969 al 1972, la NASA visitò realmente la Luna con il Programma Apollo e trovò che la sua superficie non assomiglia strettamente a questa parte dell'Idaho. Gli astronauti della NASA scoprirono che i crateri della vera Luna sono stati quasi tutti generati da meteoriti mentre i loro omonimi sulla Terra sono stati generati da eruzione vulcaniche. Gli astronauti Apollo eseguirono parte del loro addestramento al campo di roccia lavica Craters of the Moon per imparare a cercare e raccogliere campioni di buona qualità di rocce in un ambiente non familiare e dalle condizioni difficili.
Per molti anni, geologi, biologi e studiosi dell'ambiente hanno sostenuto l'espansione del monumento e la sua trasformazione in un parco nazionale. Questo obiettivo è stato parzialmente raggiunto nel 2000 quando il monumento è stato espanso di 13 volte da 217 km² (53,545 acri) alla sua attuale estensione per includere l'intera zona del Great Rift e i suoi tre campi di roccia lavica. L'intera area aggiunta è chiamata Backcountry Area mentre le due parti più vecchie sono chiamate Developed Area e Wilderness Area. L'opposizione, a causa degli interessi di allevatori e cacciatori, a un semplice piano di espansione portò a un compromesso per cui la parte aggiunta diventò una riserva nazionale nel 2002 (che consente la caccia, non ordinariamente consentita nei parchi e monumenti nazionali negli Stati Uniti.). Il Monumento e riserva nazionale Craters of the Moon è gestito in collaborazione tra il National Park Service e il Bureau of Land Management, ma sotto il controllo del Dipartimento degli Interni degli Stati Uniti d'America. Nel marzo 2017, il Senato dell'Idaho Senate votò per una petizione indirizzata al Congresso per designare Craters of the Moon un parco nazionale.

## Geologia

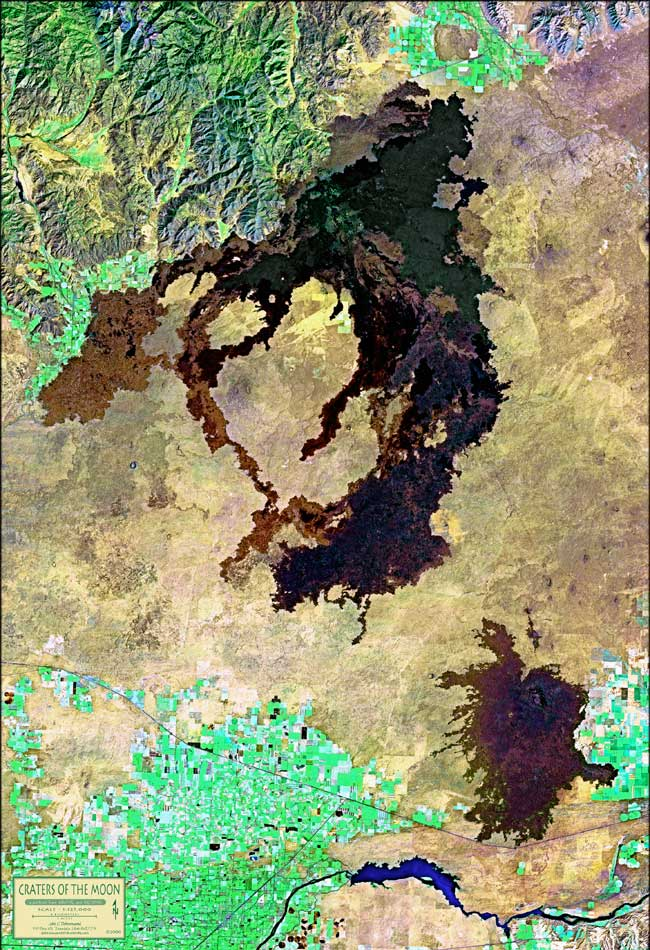
Foto satellitare LANDSAT che mostra l'intera zona vulcanica di Great Rift e tre distinti campi di roccia lavica.

La pianura del fiume Snake è una regione vulcanica generata da una serie di eruzioni catastrofiche derivanti dalla formazione di una caldera che iniziò circa 15 milioni di anni fa. In tale processo, è stato implicato un punto caldo in migrazione che ora esiste sotto la caldera di Yellowstone nel Parco Nazionale di Yellowstone. Questo punto caldo si trovava sotto l'area di Craters of the Moon 10-11 milioni di anni fa ma 'si è spostato' con la placca nordamericana migrando verso sud-ovest. La pressione dal punto caldo solleva la superficie del terreno, creando montagne in corrispondenza della faglia. Dopo che il punto caldo è passato, la pressione viene rilasciata e il suolo si abbassa.
Il calore residuo da questo punto caldo venne in seguito liberato dalla spaccatura associata a Basin and Range generando le numerose colate laviche sovrapposte che compongono i letti di roccia lavica dell'Idaho. La zona più grande di spaccatura è il Great Rift; è da questo "sistema di spaccature di Great Rift" che sono stati generati i campi di roccia lavica Craters of the Moon, Kings Bowl e Wapi. Il Great Rift è un National Natural Landmark.
Nonostante il loro aspetto giovane, le colate laviche più antiche nel campo di roccia lavica di Craters of the Moon hanno un'età di 15000 anni e le più giovani sono state eruttate circa 2000 anni fa, secondo Mel Kuntz e altri geologi dell'USGS. Tuttavia, le fessure vulcaniche di Craters of the Moon sono considerate dormienti, non estinte, e ci si aspetta che eruttino in meno di un migliaio di anni. Ci sono otto periodi principali di eruzione riconosciuti nel campo di roccia lavica di Craters of the Moon. Ogni periodo durò circa 1000 anni o meno e fu intervallato da periodi relativamente tranquilli di durata compresa tra 500 e 3000 anni. Le singole colate laviche erano lunghe fino a 50 km (30 miglia) e la più lunga è Blue Dragon Flow.

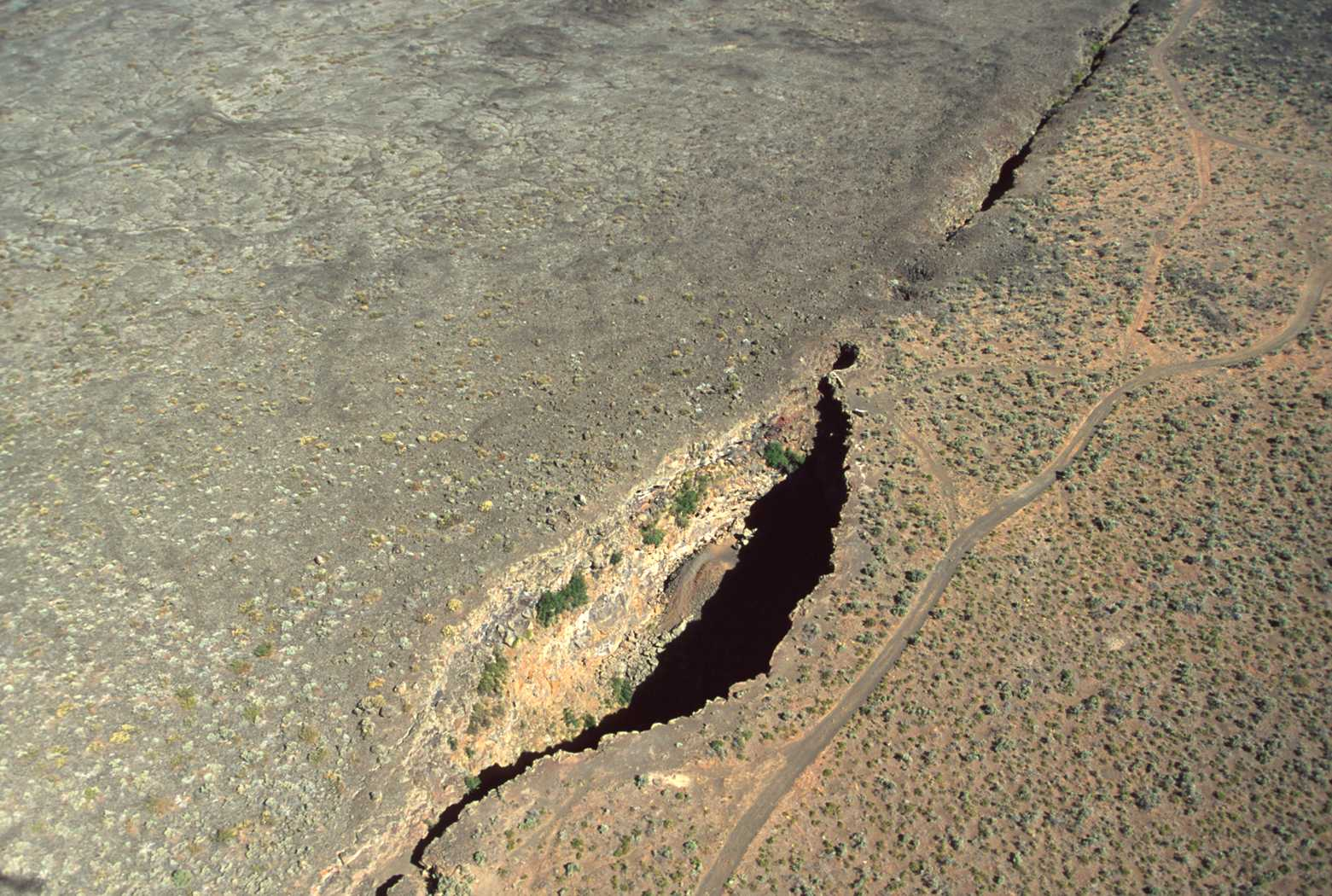
Kings Bowl e Great Rift dall'alto. King's Bowl è una fossa freatica di 90 m (280 piedi) di lunghezza, 30 m (100 piedi) di larghezza e 30 m (100 piedi) di profondità, causata dalla lava che incontrò le acque sotterranee e produsse un'esplosione di vapore 2200 anni fa. (Foto NPS)

Il campo di roccia lavica Kings Bowl eruttò durante una singola eruzione della spaccatura nella parte meridionale del Great Rift circa 2250 anni fa. Questa eruzione, probabilmente, durò solo poche ore o pochi giorni. Il campo conserva pozzi prodotti da esplosioni, laghi di lava, squeeze-ups, cumuli di basalto e un manto di cenere. Il campo di roccia lavica Wapi probabilmente si formò dall'eruzione da una spaccatura nello stesso periodo dell'eruzione che generò Kings Bowl. Un'attività più prolungata per un periodo con una durata compresa tra alcuni mesi ad alcuni anni ha portato alla formazione di vulcani a scudo nel campo Wapi. Il tunnel di lava Bear Trap (letteralmente Trappola per Orsi), tra i campi di roccia lavica Craters of the Moon e Wapi, un sistema di grotte lungo più di 24 km (15 miglia). Il tunnel di lava è notevole per la sua lunghezza e per il gran numero di oggetti, caratteristici delle grotte laviche, ben conservati, come stalattiti e cordoli di roccia lavica; questi ultimi delimitano alte cavità con lava che scorre come congelata sulle pareti del tunnel. I tunnel di lava e i crateri del monumento sono noti per la loro insolita capacità di conservare ghiaccio e neve invernale anche durante i caldi mesi estivi, a causa della schermatura dal sole e delle proprietà isolanti del basalto.

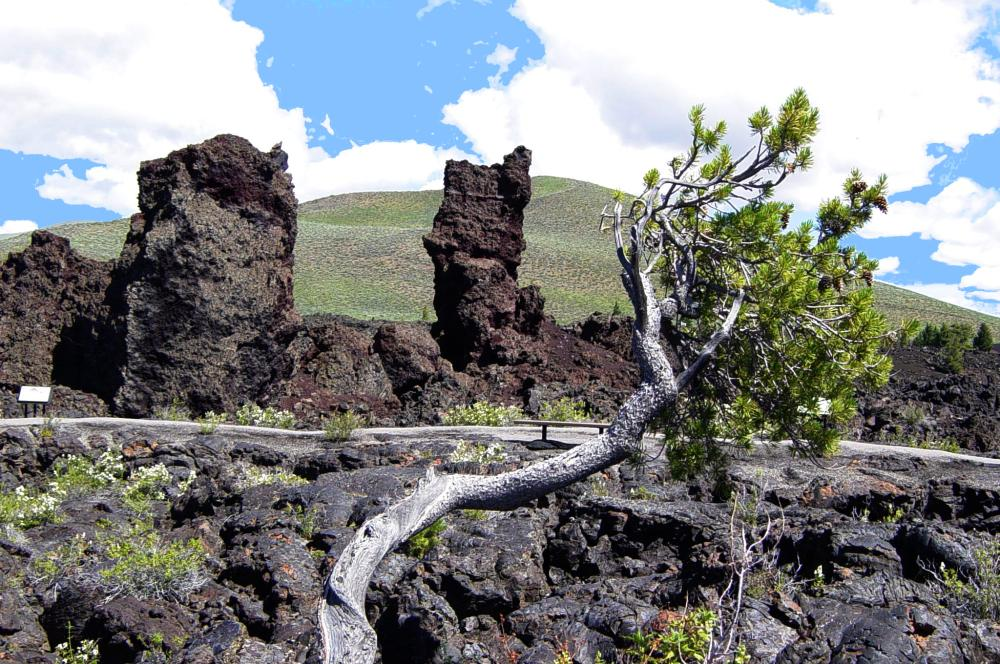
Ammassi prodotti da cenere visti da North Crater su North Crater Flow

Una tipica eruzione lungo il Great Rift e sistemi analoghi di rift basaltici iniziano con una cortina di lava molto fluida che viene spinta in alto fino a 300 m (1000 piedi) di altezza lungo un tratto della spaccatura di lunghezza fino a circa 1,5 km (circa 1 miglio). Mentre l'eruzione prosegue, la pressione e il calore diminuiscono e la composizione chimica della lava diventa leggermente più ricca di silice. La cortina di lava reagisce rompendosi dando luogo a sfoghi separati. Vari tipi di vulcani si possono formare da questi sfoghi: lava polverizzata ricca di gas genera coni di cenere (come Inferno Cone – fermata 4 del percorso guida) e masse informi di lava viscosa formano spatter cones, ossia coni vulcanici costituiti da accumuli di lava (come Spatter Cones – fermata 5 del percorso guida). Le fasi successive di un'eruzione spingono i flussi di lava attraverso il lato o la base dei coni di cenere e ciò di solito pone fine al cono di cenere (North Crater, Watchmen e Sheep Trail Butte sono notevoli eccezioni). Questo a volte può rompere parte del cono e portarla via sotto forma di blocchi di cenere grandi e ruvidi (come si vede a North Crater Flow – fermata 2 del percorso guida – e Devils Orchard – fermata 3). Una crosta solida si forma sui flussi di lava e i tunnel di lava (un tipo di grotta) si formano quando la lava lascia il suo corso (esempi possono essere visti alla Cave Area – fermata 7 del percorso guida).
I geologi temevano che un forte terremoto che colpì Borah Peak, la montagna più alta dell'Idaho, nel 1983 potesse far ripartire l'attività vulcanica a Craters of the Moon, anche se questo non è stato il caso. I geologi prevedono che l'area sperimenterà la prossima eruzione nei prossimi 900 anni con il periodo più probabile nei prossimi 100 anni.

## Biologia

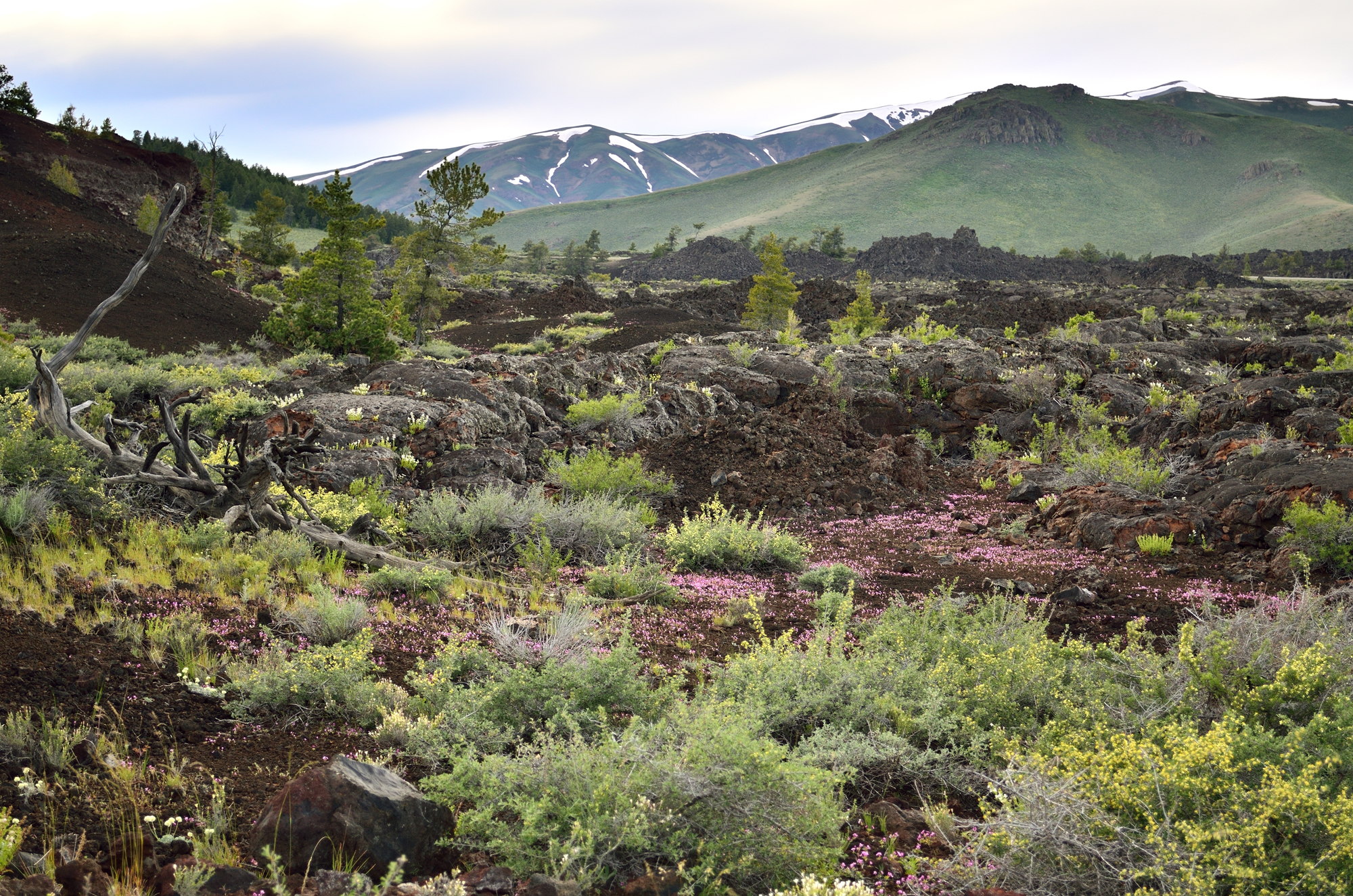
Paesaggio Monumento e Riserva Nazionale Craters of the Moon.

### Condizioni

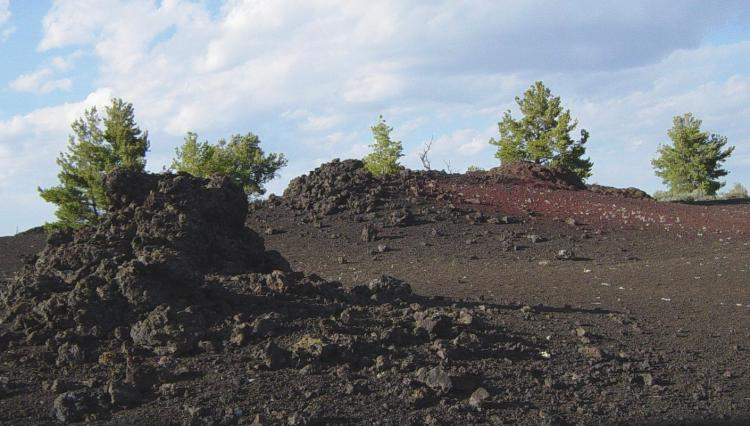
Questo campo di scoria mostra le tipiche condizioni a Craters of the Moon.

Tutte le piante e gli animali che vivono all'interno e nei dintorni di Craters of the Moon sono sottoposti a grandi stress ambientali a causa dei costanti venti secchi e dell'assorbimento del calore da parte delle rocce laviche nere che tende a sottrarre rapidamente acqua dagli organismi viventi. Le temperature estive del suolo spesso superano i 65 °C (150 °F) e la copertura vegetale è generalmente inferiore al 5% sui coni di cenere e circa il 15% su tutto il monumento. L'adattamento è perciò necessario per la sopravvivenza in questo duro clima steppico.
L'acqua solitamente si trova solo nei fori profondi nella parte inferiore dei crateri. Gli animali perciò prelevano l'umidità di cui hanno bisogno direttamente dal loro cibo. Il suolo nero sopra e intorno ai coni di cenere non trattiene l'umidità a lungo, rendendo difficile per le piante stabilirsi. Le particelle di terreno si sviluppano dapprima dalla decomposizione diretta delle rocce con licheni e generalmente si raccolgono in fessure nei flussi di roccia lavica. Successivamente le piante più complesse colonizzano il microhabitat creato dal terreno sempre più produttivo.
Le pendenze a Nord ombreggiate dai coni di cenere offrono una maggiore protezione dalla luce solare diretta e dai venti, che soffiano prevalentemente da Sud-Ovest, e hanno una copertura nevosa più persistente (un'importante fonte d'acqua all'inizio della primavera). Queste parti di coni di cenere sono quindi colonizzate per prime dalle piante.
Le separazioni tra i flussi di lava erano talvolta riempiti dalla vegetazione circostante. Queste "isole" di habitat sono chiamate kīpuka, un nome hawaiano usato per terreni antichi circondati da roccia lavica più giovane. Carey Kīpuka è una di queste aree nella parte più meridionale del monumento ed è usata come punto di riferimento per misurare come la copertura vegetale sia cambiata in parti meno incontaminate dell'Idaho meridionale.

### Flora

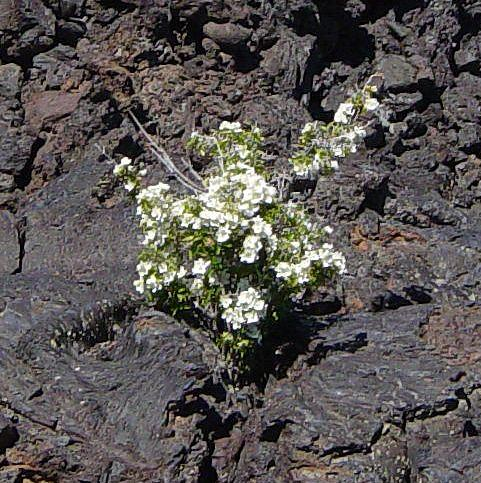
Philadelphus lewisii presso la spaccatura del flusso di roccia lavica in North Crater

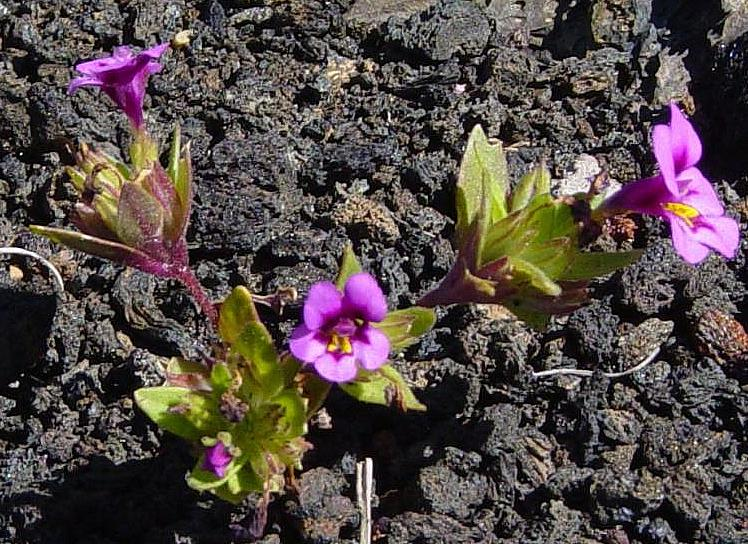
Mimulus nanus

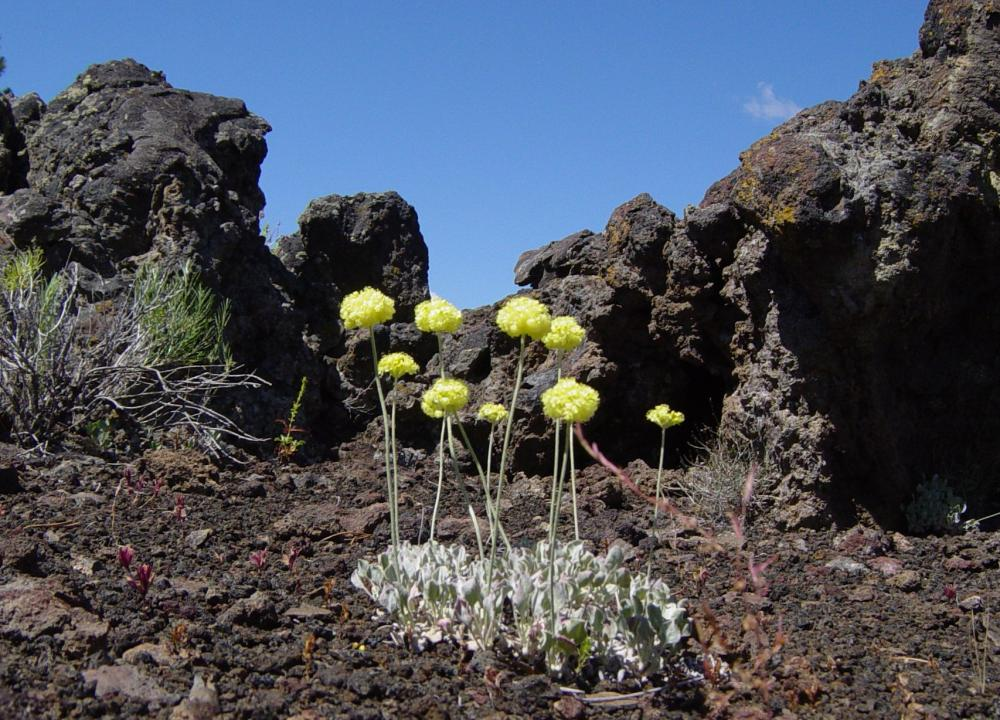
Eriogonum sp.

Ci sono 375 specie note di piante che crescono nel monumento. Quando i fiori selvatici non sono in fiore, la maggior parte della vegetazione si trova in tasche semi-nascoste e consiste in alberi di pino, cedri, ginepri e piante del genere Artemisia. Le strategie utilizzate dalle piante per far fronte alle condizioni avverse includono:
- Tolleranza alla siccità mediante adattamenti fisiologici come la capacità di sopravvivere a un'estrema disidratazione o la capacità di estrarre l'acqua dal terreno molto secco. Le piante del genere Artemisia e Purshia tridentata ne sono esempi.
- Tolleranza alla siccità avendo foglie piccole, pelose, tipiche delle piante grasse, per ridurre al minimo la perdita di umidità oppure conservare l'acqua. Piante dei generi Phacelia, Opuntia e Stephanomeria ne sono tutti degli esempi.
- Capacità di crescere in piccole fessure o vicino a riserve d'acqua persistenti, o di rimanere inattive per circa il 95% dell'anno.[11] Muschi e felci presenti nell'area crescono vicino sorgenti costanti di acqua come buche naturali che filtrano acqua da grotte di ghiaccio. Penstemon deustus, Erigeron compactus e Potentilla sp. crescono in crepacci poco profondi. Philadelphus lewisii, Holodiscus dumosus, Chamaebatiaria millefolium e anche Pinus flexilis crescono in grandi crepacci.[39] Mentre Mimulus nanus svolge il suo intero ciclo di vita durante la breve parte umida dell'anno e sopravvive come seme durante il resto del tempo.

Una pianta comunemente osservabile sul campo di roccia lavica è il grano saraceno nano (Eriogonum ovalifolium var. depressum), una pianta che fiorisce a 10 cm di altezza con un sistema di radici che ha una larghezza di 90 cm. Il sistema di radici monopolizza l'umidità del suolo nelle sue immediate vicinanze, con la conseguenza che le singole piante sono equamente distanziate. Di conseguenza, molti visitatori hanno chiesto ai ranger del parco se il grano saraceno fosse sistematicamente piantato.
I fiori selvatici fioriscono da inizio maggio alla fine di settembre ma la maggior parte alla fine di agosto ha già terminato la fioritura. L'umidità derivamente dallo scioglimento delle nevi insieme a piogge in tarda primavera dà il via alla germinazione delle piante annuali, compresi i fiori selvatici. La maggior parte di queste piante completano il loro ciclo di vita nei pochi mesi dell'anno i livelli di umidità sono buoni. L'inizio dell'estate diminuisce il numero dei fiori selvatici e in autunno restano solo i piccoli fiori gialli di Artemisia e Chrysothamnus. Alcuni fiori selvatici che crescono nell'area sono Balsamorhiza sagittata, Lewisia rediviva, Mentzelia laevicaulis, Lomatium sp., Asclepias tuberosa, Phacelia hastata, Penstemon deustus e Allium sp.

### Animali
Anni di catalogazione da parte di biologi e ranger del parco hanno censito 2000 specie di insetti, 8 di rettili, 169 di uccelli, 48 di mammiferi e persino un anfibio (il rospo dell'Ovest). Uccelli e alcuni roditori sono osservabili molto frequentemente nell'area di Craters of the Moon. Gli orsi bruni in passato si aggiravano per questa zona ma da tempo si sono localmente estinti. Il bestiame tradizionale continua a pascolare sull'erba e all'interno dei cespugli amministrati dal BLM.

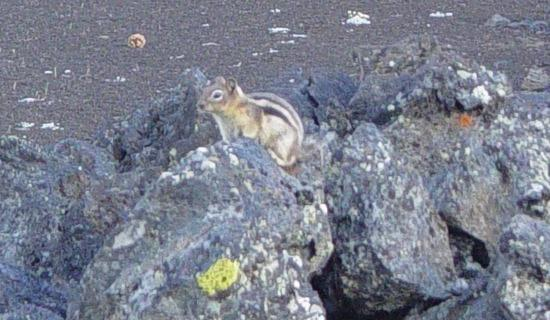
Scoiattolo di terra dorato-ammantato a Devil's Orchard

Gli animali del deserto sono, per la maggior parte, notturni o attivi principalmente di notte. Il comportamento notturno è un adattamento sia alla predazione che alle calde temperature diurne estive. Gli animali notturni a Craters of the Moon includono woodrats (detti anche packrats un genere di ratti nordamericani che spesso portano via e nascondono piccole scorte nei loro nidi), puzzole americane, volpi, linci rosse, leoni di montagna, pipistrelli, succiacapre, gufi e molti altri piccoli roditori del deserto.
Gli animali che sono più attivi all'alba e al tramonto, quando le temperature sono più fresche di metà giornata, sono chiamati crepuscolari. La luce tenue del mattino e della sera li aiuta a essere meno visibili ai predatori, ma è abbastanza intensa da permettere loro di localizzare il cibo. Alcuni animali sono crepuscolari principalmente perché lo è la loro preda. Gli animali crepuscolari nell'area includono cervi muli, coyote, porcospini, silvilaghi di montagna, lepri e molti uccelli canori.
Alcuni animali del deserto sono diurni o attivi principalmente di giorno. Questi includono scoiattoli di terra, marmotte, scoiattoli striati, lucertole, serpenti, falchi e aquile.
Molti animali sono attivi in uno specifico intervallo di temperature e questo significa che gli orari in cui sono attivi variano con le stagioni. I serpenti e le lucertole vanno in letargo durante i mesi invernali, sono diurni durante la tarda primavera e all'inizio dell'autunno e diventano crepuscolari durante il caldo dell'estate. Anche molti insetti e alcuni uccelli modificano i loro orari di attività. Alcuni animali, come scoiattoli di terra e marmotte, hanno uno o più periodi di estivazione, un letargo estivo che permette loro di evitare i periodi più caldi e secchi.
Vari animali si trovano unicamente a Craters of the Moon e nelle aree circostanti. Subspecie di piccoli roditori di Great Basin, pica americani, scoiattoli striati del pino giallo e marmotte dalla pancia gialla non si trovano altrove. 
Gli scarafaggi dei tunnel di lava e molti altri animali delle caverne si trovano solo nei tunnel di lava nell'Idaho orientale.

#### I cervi muli
Nel maggio 1980 il ricercatore, studioso della fauna selvatica, Brad Griffith dell'Università dell'Idaho iniziò una studio di tre anni per marcare e contare i cervi muli nel monumento. Il National Park Service era preoccupato che la mandria locale potesse crescere così tanto da danneggiare il suo habitat. Griffith ha scoperto che questo gruppo di cervi muli ha sviluppato una strategia di difesa dalla siccità unica per la sua specie.
I cervi arrivano nella parte meridionale dell'estensione, che il monumento aveva prima del 2000, a metà aprile di ogni anno, una volta che le nevi invernali si sono sciolte abbastanza da permettere il foraggiamento. Griffith ha scoperto che entro la fine dell'estate le piante nell'area sono già maturate e secche al punto che non possono più fornire abbastanza umidità per sostenere il cervo. A fine luglio, dopo circa 12 giorni sopra i 27 °C (80 °F) e notti calde sopra i 10 °C (50 °F), la mandria migra da 8 a 16 km (da 5 a 10 miglia) a Nord verso le Pioneer Mountains per ottenere acqua da ruscelli e rinfrescarsi all'ombra in boschetti di pioppi e abeti di Douglas. La pioggia di fine settembre spinge la mandria a tornare al monumento per nutrirsi di piante del genere Purshia fino a quando la neve di novembre non la fa migrare verso il suo pascolo invernale. Questa mandria, perciò, ha un doppio pascolo estivo. La mandria, inoltre, si riproduce molto velocemente, con uno dei più alti tassi di sopravvivenza dei cerbiatti rispetto ad altre mandria nella specie.
I venti pomeridiani di solito diminuiscono di sera, provocando cambiamenti nel comportamento nella mandria. Il cervo evita il vento secco essendo più attivo di notte, quando il vento non soffia. Nel 1991 c'era una media triennale di 420 cervi muli.

## Attività ricreative

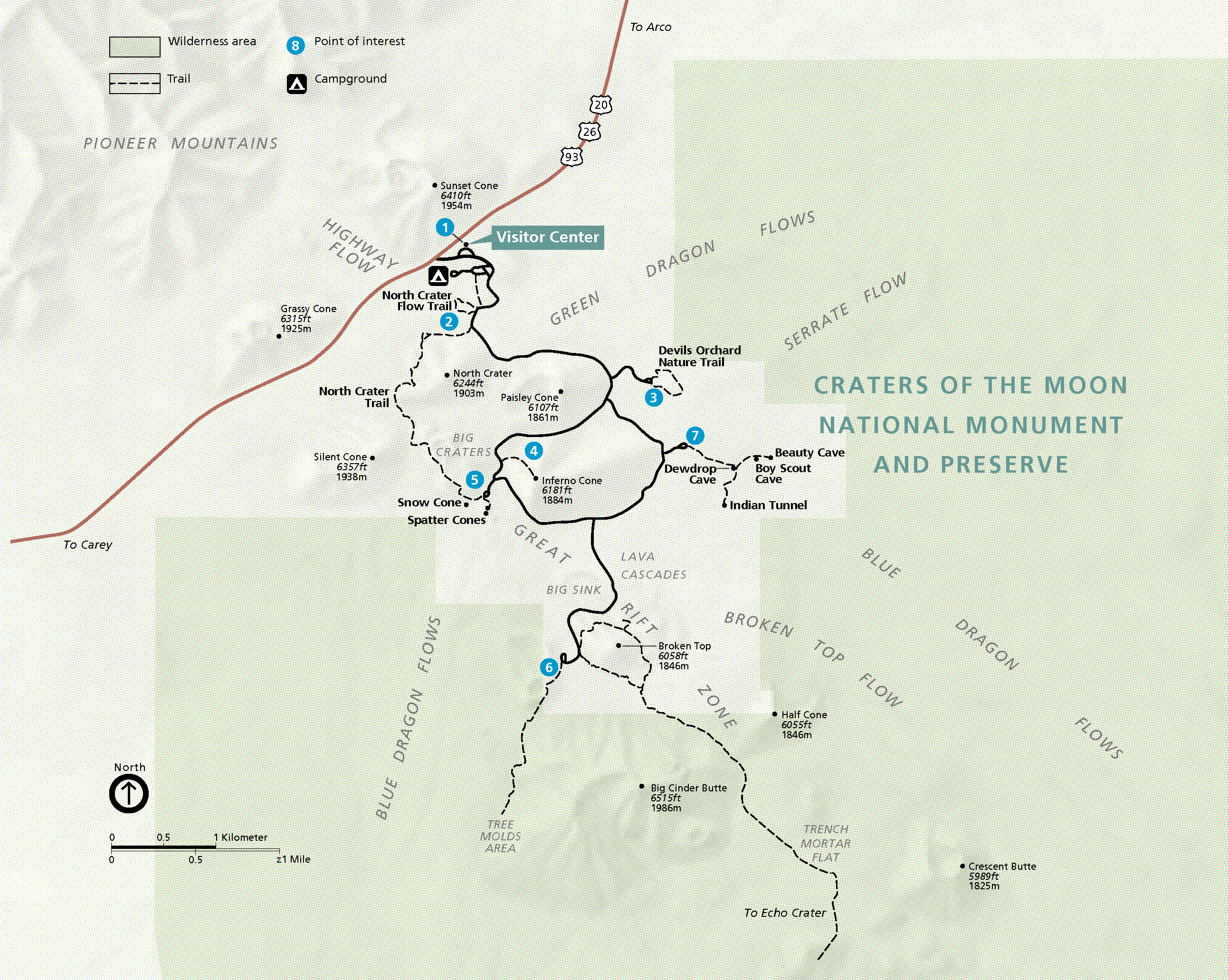
Mappa del percorso guida Craters of the Moon Loop Drive

Una serie di crepe di origine vulcanica, coni di cenere, spatter cones (coni vulcanici costituiti da accumuli di lava), blocchi di roccia trasportati e flussi di roccia lavica sovrapposti sono accessibili dal percorso guida (Loop Drive), lungo 11 km (7 miglia). Fiori selvatici, arbusti, alberi e animali selvaggi possono essere osservati camminando su uno dei molti sentieri del monumento o semplicemente avvicinandosi una delle uscite. 
Altre opportunità di escursioni su percorsi accidentati sono disponibili nella Craters of the Moon Wilderness Area e nella Backcountry Area, la parte meridionale e principale del monumento senza strade
1. Il Visitor Center è vicino all'unica entrata del monumento. Vari display e pubblicazioni insieme a un cortometraggio sulla geologia dell'area aiutano i visitatori ad orientarsi. Le passeggiate guidate da Ranger sono disponibili in estate e riguardano argomenti come la fauna selvatica, i fiori, le piante o la geologia. Tour e display per autoguidarsi sono disponibili tutto l'anno e sono facilmente accessibili nel percorso guida (Loop Drive).
2. Un percorso pavimentato lungo meno di 400 metri (1/4 di miglio) presso North Crater Flow (foto) attraversa il North Crater Lava Flow, formatosi circa 2200 anni fa, essendo uno dei flussi di lava più giovani nel campo di roccia lavica Craters of the Moon.[44] Questa roccia lavica prende il nome dalla tinta di blu purpureo che mostrano piccoli pezzi di ossidiana (sostanza vetrosa vulcanica) sulla sua superficie. Esempi buoni di rocce di lava pahoehoe (o a corda), blocchi coriacei (derivanti dalla lava di tipo AA), e alcuni altri tipi di blocchi di roccia lavica sono facilmente visibili insieme ai grandi frammenti di parete di cratere scaraventati via dalle eruzioni. I frammenti di parete di cratere scaraventati osservabili sul flusso di roccia lavica in passato facevano parte di questo cono di cenere ma sono stati strappati via quando il cratere riempito di lava del vulcano è scoppiato. Un sentiero lungo 2,9 km (1,8 miglia) include un sentiero panoramico di 800 m (1/2 miglio) ma continua attraverso il cratere verso il parcheggio di Big Craters/Spatter Cones.[44]
3. Devils Orchard (foto), letteralmente in inglese frutteto dei diavoli, è un gruppo di frammenti di coni di cenere trasportati dalla lava (detti anche monoliti o ammassi di cenere). Come i blocchi alla fermata 2, in passato, erano parte del cono di cenere del North Crater, ma si distaccarono durante un'eruzione di lava. È disponibile un percorso pavimentato ad anello lungo 800 m (1/2 miglio) attraverso le formazioni e gli alberi del frutteto, in inglese "orchard".[45] I display con spiegazioni sul percorso sottolineano l'impatto umano sull'area.
4. Inferno Cone Viewpoint (foto) è in cima al cono di cenere Inferno Cone. Un breve ma ripido sentiero sul cono di cenere conduce a un panorama su tutto il monumento. Da lì gli Spatter Cones possono essere visti solo a Sud insieme a una gran parte del Great Rift. A distanza c'è il Big Cinder Butte alto più di 200 m (circa 700 piedi), uno dei coni di cenere puramente basaltici più grandi al mondo.[46] Più lontano ci sono le Pioneer Mountains (oltre il Visitor Center) e oltre il monumento ci sono le White Knob Mountains, il Lost River Range e il Lemhi Range.
5. Big Craters e Spatter Cones (foto) si trovano direttamente sulla parte locale della spaccatura del Great Rift. Gli spatter cones sono generati dall'accumulo di lava viscosa povera di gas eruttata da uno sfogo. Big Craters è un complesso di coni di cenere visibile su un sentiero a piedi lungo meno di 90 m (300 piedi).[44]

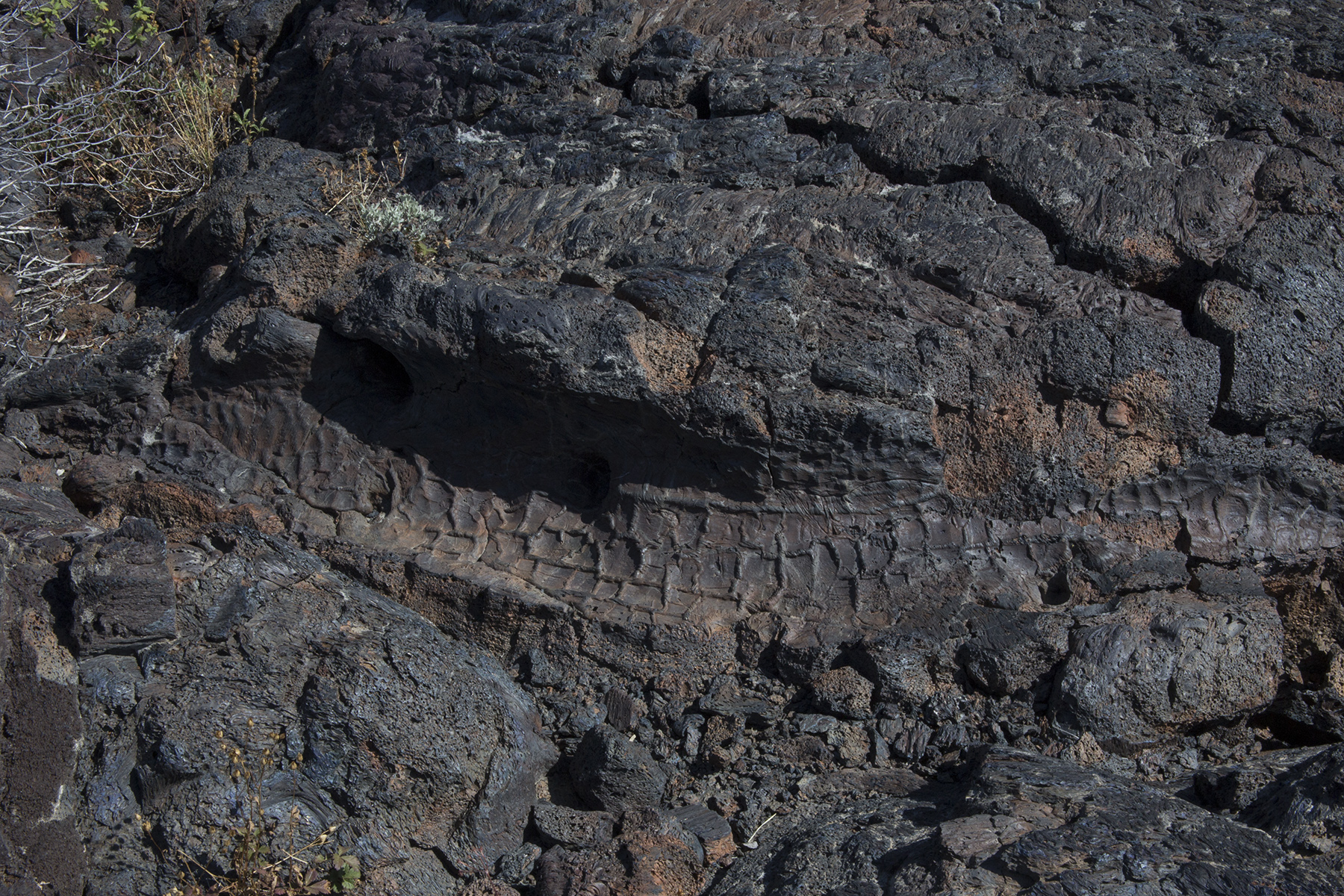
Cavità vuota a forma d'albero che mostra la corteccia nel basalto a Craters of the Moon National Monument ad Ovest di Arco, Idaho

6. Cavità vuota a forma d'albero che mostra la corteccia nel basalto a Craters of the Moon National Monument ad Ovest di Arco, IdahoTree Molds (foto) è un'area all'interno di Craters of the Moon Wilderness dove i flussi di roccia lavica hanno invaso parte di una foresta. Gli alberi sono stati inceneriti ma, alcuni di loro, mentre bruciavano, hanno rilasciato abbastanza acqua per raffreddare la lava in modo da formare un calco. Alcuni di questi calchi sono sopravvissuti all'eruzione e segnano l'esatta posizione e forma degli alberi in fiamme nella lava. Sono rimasti sia i fori che i calchi orizzontali, alcuni dei quali mostrano ancora forme indicative di corteccia. L'area effettiva di Tree Molds è a un miglio (circa 1,6 km) dal parcheggio Tree Molds e dall'area picnic fuori da un sentiero moderatamente difficile nella natura selvaggia.[44] Anche il sentiero Wilderness parte da questo parcheggio e si estende per quasi 6 miglia (circa 9,7 km) nella natura selvaggia, prima di scomparire gradualmente vicino al cono di cenere The Sentinel. Il sentiero ad anello Broken Top, lungo 2,9 km (1,8 miglia), circonda il cono di cenere più giovane del monumento e può essere percorso separatamente o come parte di un trekking più lungo sul sentiero Wilderness. Un'uscita sulla strada che porta all'area di Tree Molds presenta le Lava Cascades, un "fiume congelato di lava" di Blue Dragon Flow che si è temporaneamente riunito nel Big Sink.
7. Cave Area è la feramata finale sul percorso guida (Loop Drive) e, come indica il nome, comprende una collezione di grotte corrispondenti a tunnel di lava. Formatesi dal Blue Dragon Flow, le grotte sono a 800 m (mezzo miglio) dal parcheggio ed includono[47]

- Dewdrop Cave,
- Boy Scout Cave,
- Beauty Cave,
- Indian Tunnel.

Le grotte sono aperte ai visitatori, ma sono necessarie torce elettriche, ad eccezione dell'Indian Tunnel, ed è fortemente consigliata una certa protezione della testa quando si esplorano le grotte. I tunnel di lava si generano quando i lati e la superficie di un flusso di lava si induriscono. Se il fluido all'interno scorre via, si ottiene una grotta che viene lasciata libera. Entrare nelle grotte richiede un permesso gratuito.
Craters of the Moon Campground ha 51 siti – nessuno dei quali può essere prenotato in anticipo. Le strutture di campeggio sono semplici ma includono acqua, servizi igienici, griglie a carbone e contenitori per la spazzatura. I rangers del National Park Service presentano i programmi serali presso l'anfiteatro del campeggio in estate. Il campeggio consente ai visitatori di godersi il parco durante la sera e la mattina, quando il caldo, l'abbagliamento e il vento sono molto meno intensi.
Il programma Lunar Ranger consente ai bambini di guadagnare una toppa ricamata in poche ore.

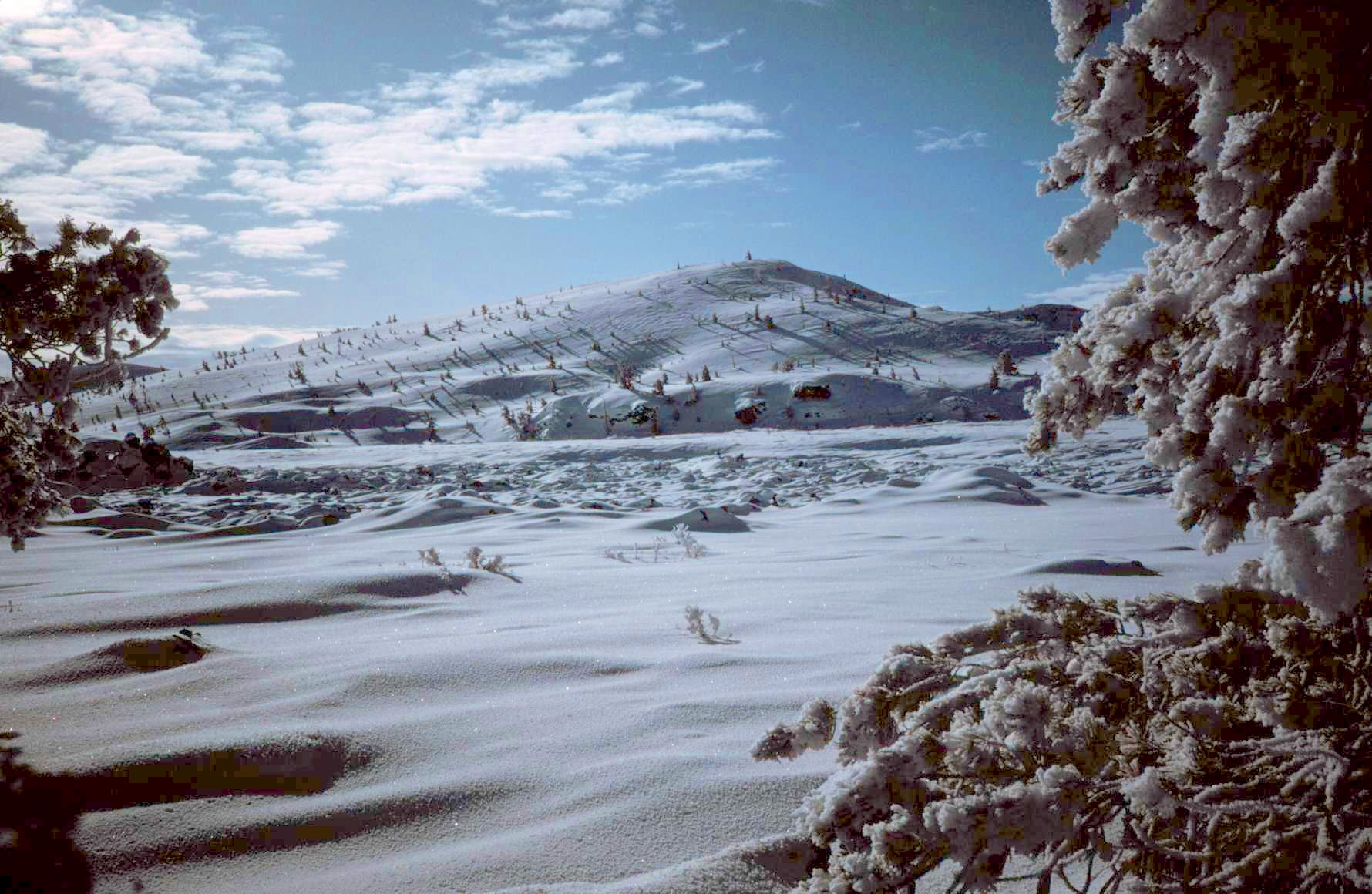
North Crater in inverno (foto NPS)

Sono possibili anche escursioni a Backcountry in Craters of the Moon Wilderness e anche nella più grande Backcountry Area (aggiunta nel 2000). Solo due sentieri entrano nella zona con la natura selvaggia e anche quelli si fermano dopo poche miglia o chilometri. Da lì la maggior parte degli escursionisti segue il Great Rift ed esplora la sua serie di caratteristiche vulcaniche raramente visitate. Tutte le escursioni notturne nelle zone isolate richiedono la registrazione con un ranger. Non è disponibile acqua potabile nelle zone isolate e il clima secco disidrata rapidamente gli escursionisti. Evitare il caldo estivo e il freddo invernale è quindi raccomandato dai ranger. Animali domestici, fuochi da campo e tutti i veicoli meccanizzati, comprese le biciclette, non sono ammessi nell'area selvaggia.
Praticare lo sci è permesso presso il Loop Drive (percorso guida) dopo che esso viene chiuso al traffico verso la fine di novembre a causa dell'accumulo di neve. In genere ci sono 50 cm (20 pollici) di neve a gennaio e 65 cm (25 pollici) a febbraio. [Lo sci di fondo nei pressi di Loop Drive è permesso ma può essere pericoloso a causa della roccia lavica affilata e dei buchi nascosti sotto la neve. Si possono manifestare blizzard e altre condizioni meteorologiche molto difficili.

## Aree protette vicine

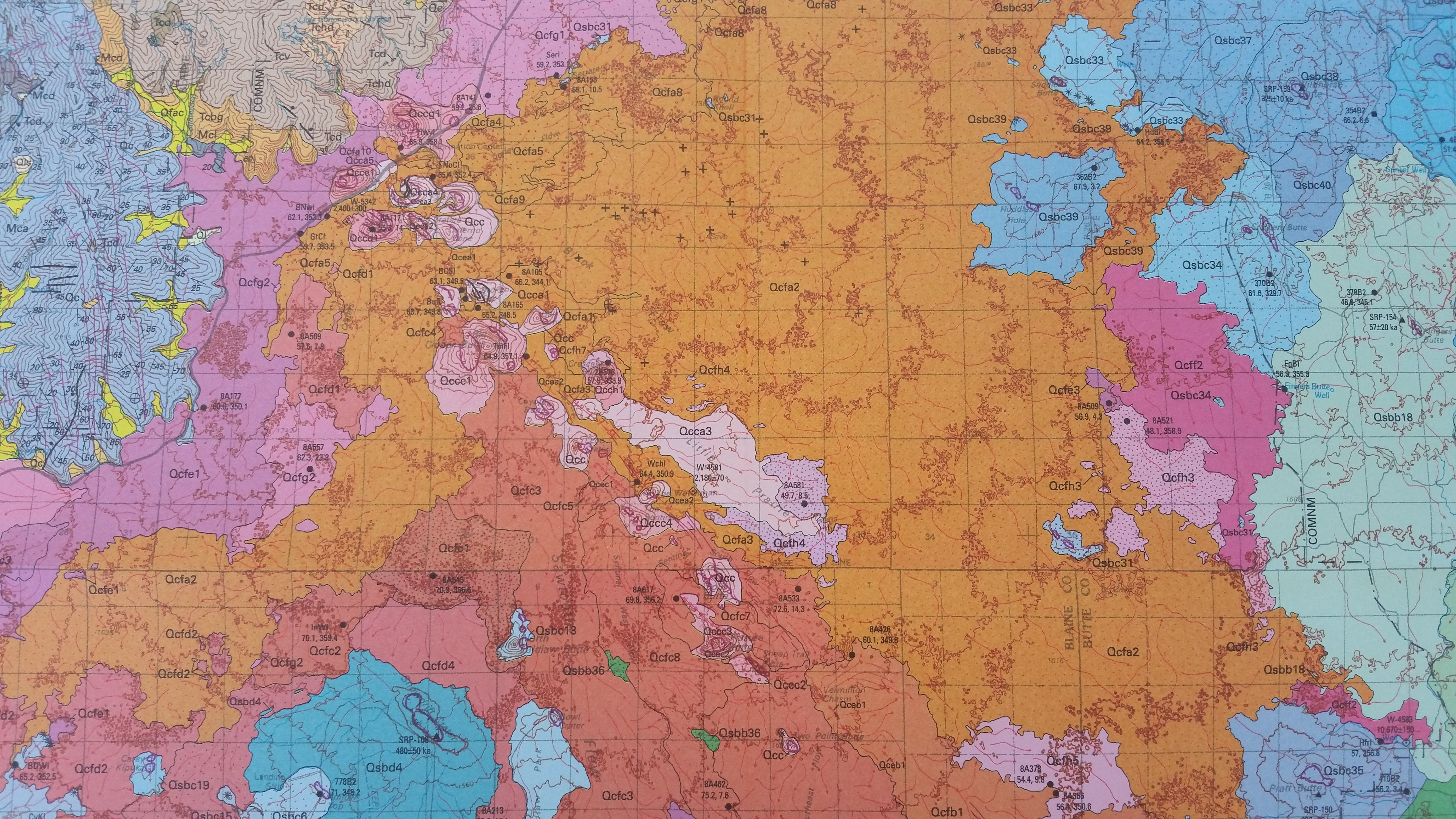
Mappa geologica dei coni di cenere e dei flussi di basalto nella parte settentrionale di Craters of the Moon

- Hagerman Fossil Beds National Monument: custodisce dei siti con fossili risalenti al Pliocene lungo il fiume Snake.
- City of Rocks National Reserve: contiene vari monoliti, guglie e cupole utilizzate dagli Scioscioni del Nord e dagli emigranti bianchi sulla pista della California. L'arrampicata su roccia è un'attività popolare nella riserva.
- Nez Perce National Historical Park: include 24 siti archeologici nell'Idaho centro-settentrionale della cultura dei Nez Percé.[50]
- Parco nazionale di Yellowstone: è famoso in tutto il mondo per i suoi geyser, le pentole di fango, il Grand Canyon di Yellowstone, le cascate e fauna selvatica come il bisonte americano e i lupi reintrodotti.
- Parco nazionale del Grand Teton: include la catena montuosa del Teton Range ripida e dominata dai ghiacciai, la valle Jackson Hole generatasi in seguito a movimenti tettonici e una serie di laghi morenici.